# Beckwith-Wiedemann-Syndrom
Das Beckwith-Wiedemann-Syndrom, auch unter den Synonymen Wiedemann-Beckwith-Syndrom, Wiedemann-Syndrom und Exomphalos-Makroglossie-Gigantismus-Syndrom (EMG-Syndrom) bekannt, ist ein genetisch bedingtes Großwuchssyndrom, das mit Fehlbildungen und Tumoren verbunden und auf eine Genmutation zurückzuführen ist.

## Häufigkeit
1964 berichtete Hans-Rudolf Wiedemann erstmals über eine familiäre Form eines Nabelschnurbruches (Omphalocele) mit vergrößerter Zunge (Makroglossie) in Deutschland und grenzte sie von anderen Syndromen ab. 1969 beschrieb J. Bruce Beckwith die gleiche Form. Daher wird das Syndrom, welches Wiedemann zuerst als EMG-Syndrom bezeichnete, heute als Beckwith-Wiedemann-Syndrom bezeichnet. Es tritt mit einer Häufigkeit von 1:12.000 bis 1:15.000 auf. Heute sind mehr als 500 Fallbeispiele dokumentiert, von denen 15 % familiär bedingt auftraten.
Bei künstlichen Befruchtungen mittels ICSI (Intrazytoplasmatische Spermieninjektion) wurde eine leicht erhöhte Häufigkeit beobachtet.

## Symptome
Das Geburtsgewicht und die Geburtslänge von Säuglingen mit dieser Besonderheit sind meist größer als üblich und es kann vorkommen, dass das Größenwachstum asymmetrisch ist.
Eine Viszeromegalie zeigt sich in einer Leber-, Milz- oder Nierenvergrößerung, häufig liegt eine vergrößerte Zunge (Makroglossie) vor.
Zu den weiteren Symptomen gehören Fehlbildungen der Bauchwand, wie Nabelbrüche (Nabelhernien) oder Nabelschnurbruch (Omphalozele) sowie Nierenauffälligkeiten (Nierenzysten, Multizystische Nierendysplasie oder eine sogenannte Stauungsniere (Hydronephrose)).
In den ersten Lebenstagen kann es zu schweren Hypoglykämien (Glukosespiegelabsenkung unter den Normwert) kommen.
Im Kopfbereich fällt ein ungewöhnlich klein ausgebildeter Schädel (Mikrozephalie) auf. Charakteristisch sind ebenfalls hervortretende Augen (Exophthalmus), eine Mittelgesichtshypoplasie und Eindellungen am dorsalen Helixrand der Ohren (Kerbenohren).
Embryonale Tumoren, besonders Wilms-Tumoren, treten in Abhängigkeit von den genetischen Ursachen mit erhöhter Wahrscheinlichkeit auf. Weitere Tumorarten die auftreten können, sind u. a. das Hepatoblastom sowie Nebennierentumoren (z. B. Neuroblastom). Diese erhöhte Wahrscheinlichkeit für die Entstehung von Tumoren besteht nach aktuellen Erkenntnissen nur bis etwa zum 8. Lebensjahr.
Aus diesem Grunde sollte bei Kindern mit dem Beckwith-Wiedemann-Syndrom bis zum 8. Lebensjahr regelmäßig Nieren, Nebennieren, Leber und der gesamte Bauchraum mit Ultraschall und Magnetresonanztomografie untersucht werden. Weiterhin sind regelmäßige Blut- und Urinuntersuchungen ratsam.

## Genetische Ursache
Die genetische Ursache liegt in einer direkten Veränderung der Gene IGF-2 (Insulin-like growth factor 2) und H19, die auf der Bande 11p15.5 des Chromosoms 11 liegen.
Bei den meisten Kindern mit diesem Syndrom wird IGF2 paternal (väterlicherseits) und maternal (mütterlicherseits) exprimiert, d. h. beide Allele, die IGF2 tragen, exprimieren es auch.
Bei zehn von 100 Kindern liegt eine paternale uniparentale Disomie vor (beide Chromosomen 11 werden vom Vater geerbt, keins von der Mutter).
Bei fünf bis zehn von 100 Kindern ist eine Hypermethylierung von H19 im Zusammenhang mit der biallelen Expression von IGF-2 nachzuweisen. Als Folge kommt es gehäuft zur Entstehung von Tumoren (z. B. Wilms-Tumoren).
Bei bis zu 20 von 100 Kindern kann die genetische Ursache noch nicht geklärt werden.
Die beiden Gene IGF2 und H19 werden durch einen gemeinsamen Enhancer kontrolliert. Üblicherweise wird maternal (mütterlicherseits) die Wirkung des Enhancers auf IGF2 durch einen Isolator blockiert, so dass nur H19 maternal exprimiert wird. Paternal (väterlicherseits) werden beide Gene exprimiert, da der Isolator hier aufgrund einer Methylierung von H19 nicht wirken kann.
Durch Mutationen kann es zur verstärkten Methylierung und zur unüblichen Expression der Gene kommen, was zur Entstehung des Beckwith-Wiedemann-Syndroms führt.

## Differentialdiagnose
Abzugrenzen sind Simpson-Golabi-Behmel-Syndrom, Perlman-Syndrom und Megalenzephalie-Kapillarfehlbildungen-Polymikrogyrie-Syndrom.